# Jan Lammers
Jan Lammers (n. 2 iunie 1956, Zandvoort, Olanda de Nord, Țările de Jos) este un fost pilot de curse. Jan a participat în 5 sezoane de Formula 1. Începând cu anul 1983 și până în anul 2011, a participat în mod constant la Cursa de 24 de ore de la Le Mans.

## Cariera în Formula 1
| Sezon | Echipă                         | Puncte | Loc clasament general |
| ----- | ------------------------------ | ------ | --------------------- |
| 1979  | Samson Shadow Racing Team      | 0      | -                     |
| 1980  | Team ATS / Unipart Racing Team | 0      | -                     |
| 1981  | Team ATS                       | 0      | -                     |
| 1982  | Theodore Racing Team           | 0      | -                     |
| 1992  | March F1                       | 0      | -                     |